# Jekaterina Prochorova
Jekaterina Nikiforovna Prochorova, född 1779, död 1851, var en rysk entreprenör.  
Hon var en av de ledande tillverkarna i Moskvaregionen för tillverkning av sjalar och tyger. På 1830- och 1840-talen var Prochorovs verksamhet den största inom bomullsindustrin i Moskva när det gäller handel. På 1830-talet var omsättningen för Prochorovs Moskvabutik i Spegelgallerian 1,5 miljoner silverrubel, i början av 1840-talet - 2,25 miljoner silverrubel. 